# ده توت (دوراهان)
ده توت (بالفارسية: ده توت) هي قرية تقع في إيران في قسم درواهان الريفي. يقدر عدد سكانها بـ 73 نسمة بحسب إحصاء 2016.